# Capela de Nossa Senhora de Troia
A Capela de Nossa Senhora de Tróia ou Igreja de Nossa Senhora do Rosário de Tróia fica situada em Troia, na freguesia de Carvalhal (Grândola), no município de Grândola.
Da capela primitiva do século XV resta apenas um arco gótico. Na sacristia existe um ex-voto pintado por F.A. Flamengo no início do século XX. A capela só se encontra aberta no mês de Agosto, durante as festas de Nossa Senhora do Rosário de Tróia, altura em que se realiza uma procissão.